# 川本敏美
川本 敏美（かわもと としみ、1923年〈大正12年〉1月10日 - 1998年〈平成10年〉12月15日）は、昭和期の労働運動家、政治家。日本社会党衆議院議員（2期）。

## 経歴
奈良県出身。1952年（昭和27年）旧制大阪専門学校法科（現近畿大学）卒。1959年（昭和34年）奈良県議会議員に当選し5期在任。奈良県中小労連副執行委員長、奈良総評組織部長、社団法人南和会館常任理事、奈良県地方労働委員会委員などを務めた。
1976年（昭和51年）の第34回衆議院議員総選挙で奈良県全県区から日本社会党公認で立候補して初当選。1980年（昭和55年）の第36回総選挙で再選され、衆議院議員に2期在任した。社会党奈良県本部政審会長、同書記長、同副執行委員長、同委員長、党労働政策委員長、同木材産業対策委員会事務局長、同物価政策副委員長、奈良県中小商工業協会長などを務めた。

## 国政選挙歴
- 第34回衆議院議員総選挙（奈良県全県区、1976年12月、日本社会党）当選[4]
- 第35回衆議院議員総選挙（奈良県全県区、1979年10月、日本社会党）落選[4]
- 第36回衆議院議員総選挙（奈良県全県区、1980年6月、日本社会党）当選[4]
- 第37回衆議院議員総選挙（奈良県全県区、1983年12月、日本社会党）落選[4]
- 第12回参議院議員通常選挙補欠選挙（奈良県地方区、1985年2月、日本社会党）落選[5]
- 第38回衆議院議員総選挙（奈良県全県区、1986年7月、日本社会党）次点落選[4]